# Ian MacLeod
Ian MacLeod (Glasgow, 19 de noviembre de 1959 - ibídem, 6 de mayo de 2013) fue un futbolista profesional escocés que jugaba en la demarcación de centrocampista.

## Biografía
Ian MacLeod debutó en 1978 a la edad de 19 años con el Motherwell FC, donde jugó 243 partidos y marcados un total de tres goles en las ocho temporadas en las que permaneció en el club. Posteriormente fue fichado por el Falkirk FC, donde jugó 68 partidos comprendidos en dos temporadas, siendo traspasado en 1989 al Raith Rovers FC, jugando durante cinco temporadas. En 1993 fue fichado por el Meadowbank Thistle, donde se retiró un año después, habiendo jugado durante toda su carrera deportiva un total de 478 partidos y habiendo marcado 7 goles.
Falleció el 6 de mayo de 2013 a la edad de 53 años.

## Clubes
| Club            | País    | Año         | Partidos | Goles |
| --------------- | ------- | ----------- | -------- | ----- |
| Motherwell FC   | Escocia | 1978 - 1986 | 243      | 3     |
| Falkirk FC      | Escocia | 1986 - 1989 | 68       | 0     |
| Raith Rovers FC | Escocia | 1989 - 1994 | 146      | 4     |
| Livingston FC   | Escocia | 1994        | 21       | 0     |

## Palmarés
Raith Rovers FC
- Primera División de Escocia: 1992-1993

Motherwell FC
- Primera División de Escocia: 1981–82, 1984–85